# Kelley Deal
Kelley Deal (Dayton, 10 giugno 1961) è una chitarrista e cantante statunitense.

## Carriera
Insieme alla sorella gemella Kim Deal (già membro dei Pixies) fa parte del gruppo The Breeders. Il gruppo ha debuttato per la 4AD con l'album Pod nel 1990, ma Kelley Deal è entrata in formazione nel 1992. Della band faceva parte anche Tanya Donelly, che però è uscita poco dopo l'ingresso di Kelley.
Tra il 1995 ed il 1997 è stata impegnata con un altro gruppo alternative rock chiamato The Kelley Deal 6000, che ha pubblicato due dischi, ossia Go to the Sugar Altar e Boom! Boom! Boom! in tre anni.
Ha fatto parte del supergruppo The Last Hard Men, attivo nel periodo 1996-1997, di cui facevano parte anche Sebastian Bach, Jimmy Flemion e Jimmy Chamberlin. L'eponimo album della band è uscito nel 1998.

## Discografia
The Breeders
- 1992 - Safari (EP)
- 1993 - Last Splash
- 2002 - Title TK
- 2008 - Mountain Battles

The Kelley Deal 6000
- 1996 - Go to the Sugar Altar
- 1997 - Boom! Boom! Boom!

The Last Hard Men
- 1998 - The Last Hard Men